# Холт, Эмбер
Эмбер Ширелл Холт (англ. Amber Shirell Holt; род. 7 июня 1985 года в Норкроссе, Джорджия, США) — американская профессиональная баскетболистка, выступала в женской национальной баскетбольной ассоциации. Была выбрана на драфте ВНБА 2008 года в первом раунде под девятым номером командой «Коннектикут Сан». Играла на позиции атакующего защитника и лёгкого форварда.

## Ранние годы
Эмбер родилась 10 мая 1985 года в небольшом городке Норкросс (штат Джорджия), дочь Кассандры Холт, у неё есть два младших брата, Кортес и Демаркус, училась там же в средней школе Медоукрик, в которой выступала за местную баскетбольную команду.